# Georg Julius Bøgh
Georg Julius Bøgh, född 13 december 1821 i Herfølge, död 19 februari 1904, var en dansk trädgårdsmästare. 
Efter att ha varit elev i Sorø akademiträdgård samt Frederiksbergs och Rosenborgs slottsträdgårdar avlade han trädgårdsexamen 1843. Därefter vistades han en kortare tid i Booths handelsträdgård i Hamburg och var under tre år föreståndare för en handelsträdgård i Wien. År 1849 blev Bøgh trädgårdsmästare på Palsgaard vid Horsens, och 1854 startade han sin handelsträdgård i Horsens, då han köpte 8 tunnland av stadens jord. Under de första åren ägnade han sig främst åt anläggande av trädgårdar och läplanteringar åt lantbrukarna, men efterhand blev handel med klöver, gräs och rotfruktfrö allt viktigare. Han började även att experimentera med inhemsk fröodling, något som med tiden blev en stor framgång, särskilt beträffande rotfrukter och andra köksväxter. Genom föredrag på lantbruks- och trädgårdsmöten samt genom småskrifter och artiklar i facktidningar verkade han med framgång för att väcka intresse för inhemsk fröodling samt för odling av rotfrukter och fruktträd på Jylland.

## Utmärkelser
- Riddare av Dannebrogorden,  1899[2]

[Redigera Wikidata]